# Prison Saint-Léonard
La prison Saint-Léonard est une ancienne prison située dans le quartier de Saint-Léonard à Liège.

## Historique

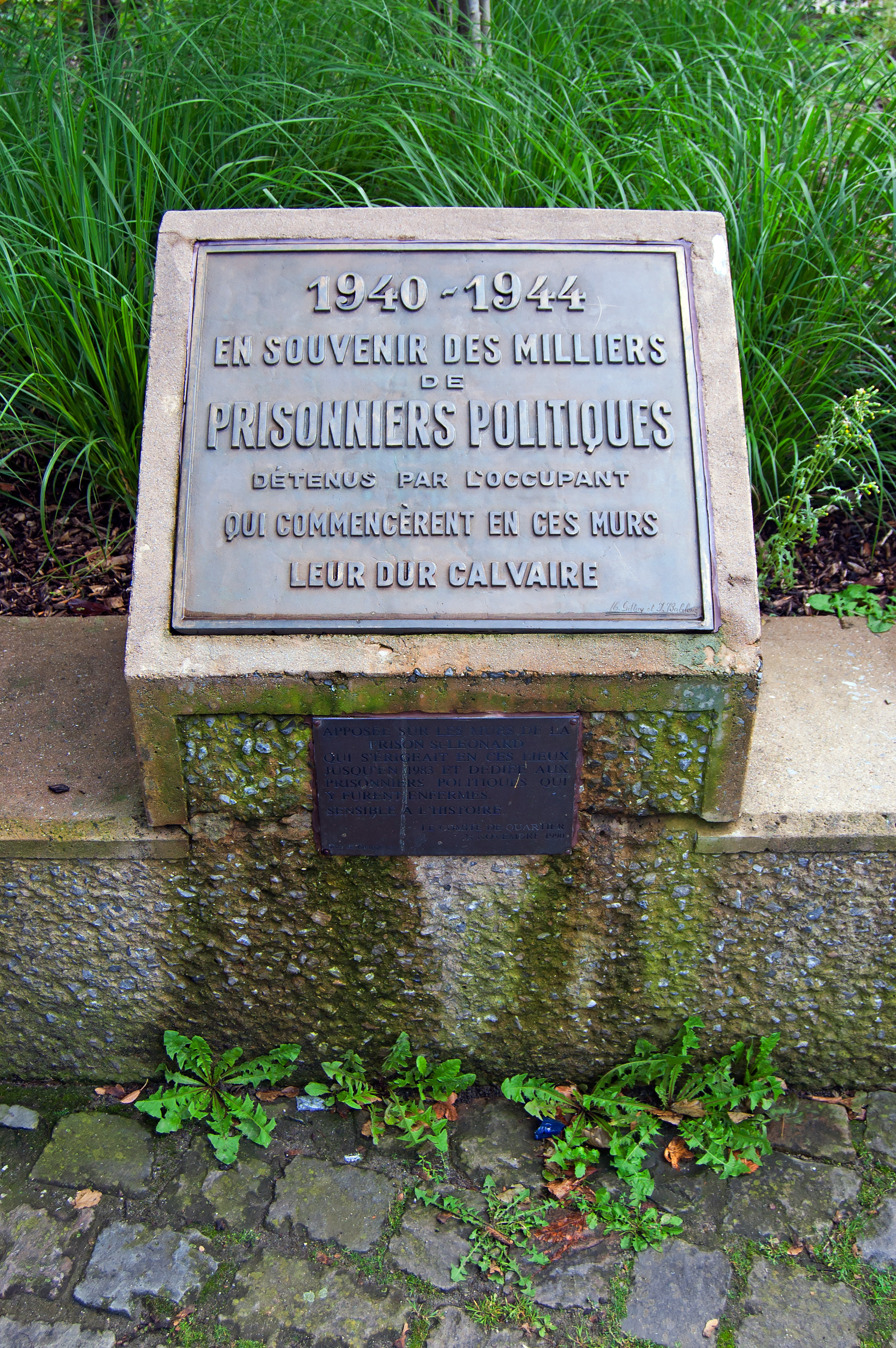
La plaque dédiée aux prisonniers politiques de la Seconde Guerre mondiale dans son nouvel environnement.

Au XIIIe siècle, il existait déjà une prison à la porte Saint-Léonard, une des nombreuses portes des remparts de la cité de Liège. En 1602, la Confrérie de la Miséricorde est créée. Elle visite et assiste les prisonniers. Parmi ses détenus, la prison comprenait régulièrement des prisonniers politiques enfermés à la suite de divers soulèvements et révoltes. 
Les réformes progressives entreprises par le prince-évêque François-Charles de Velbrück à la fin du XVIIIe siècle ont été mises à mal quelques années plus tard par César-Constantin-François de Hoensbroeck afin, en partie, de réprimer la révolution de Liège. Le prêtre sanguinaire fait exécuter des condamnés mais, en 1792, lors de l'invasion des troupes françaises, les prisonniers politiques furent libérés. 
Le fossé Saint-Léonard est progressivement comblé. Les remparts de la ville de Liège et la prison sont démantelés de 1840 à 1863. La porte de la ville a disparu et une nouvelle prison est construite de 1847 à 1850 d'après les plans de l'architecte Joseph Jonas Dumont. Il s'agit un bâtiment allongé de style néo-gothique qui, avec des créneaux, ses tours d'angle et une tour carrée rappelant un donjon, ressemblait à un château, 
Cette prison enfermait souvent des prisonniers politiques, tels que des ouvriers de carrières qui s'étaient rebellés contre les propriétaires des carrières. En particulier pendant la Première Guerre mondiale et la Seconde Guerre mondiale, des résistants arrêtés par les forces d’occupation y étaient emprisonnés. Nombre d'entre eux ont également été exécutés. Une plaque en mémoire des prisonniers politiques est apposée sur un mur extérieur de la prison puis dans le parc Saint-Léonard (du côté Rue de la Résistance) après la démolition de la prison.
Le 7 septembre 1944, la prison est libérée. Cependant, des prisonniers politiques, notamment des objecteurs de conscience y sont encore détenus. 
En 1973, débute à Lantin la construction d'une nouvelle prison destinée à remplacer la prison Saint-Léonard trop vétuste. En juin 1979, profitant d'une grève des gardiens, les prisonniers se révoltèrent ce qui eut pour conséquence des évasions et de nombreux dégâts aux bâtiments. Les prisonniers sont alors transférés précipitamment à Lantin et la prison Saint-Léonard est vidée puis détruite en 1982-1983. 
L'espace est alors laissé à l'état de friche. L'espace public actuel est aménagé en 2001 à la suite d'un concours de réhabilitation organisé par la Ville de Liège en 1994. L'esplanade prend le nom officiel de parc Saint-Léonard en 2002.